# Castelo Balquhain
O Castelo Balquhain (em inglês:  Balquhain Castle) é um castelo do atualmente em ruínas localizado em Aberdeenshire, Escócia.

## História
Destruído em 1526 e reconstruído em 1530. Pertencente à família Leslie, hoje reduzido a algumas ruínas mas impressionou pela escala impressionante da torre. A Rainha Maria Stuart ficou lá em 1562, antes da Batalha de Corrichie, durante a sua perseguição aos Gordon. Foi queimado pelo Príncipe Guilherme, Duque de Cumberland em 1746.